# Герб Новогрудка
Герб Новогрудка — официальный символ города Новогрудок и Новогрудского района, впервые утверждённый в 1595 году и восстановленный в статусе в 2001 году.

## Описание
«В красном поле барочного щита Святой Архангел Михаил в воронёных доспехах с мечом и весами стоит на зелёной земле».
— Решение сессии Новогрудского районного Совета депутатов от 16 мая 2001 г. №70

## История

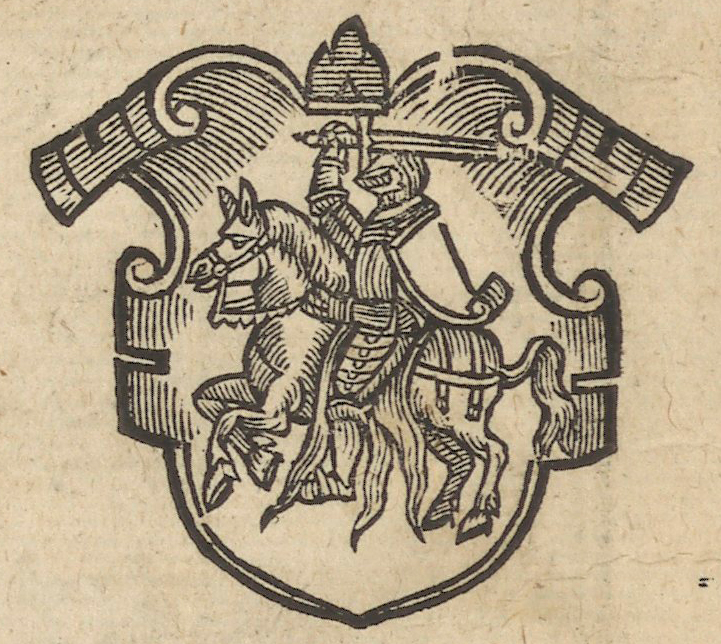
Погоня. Герб города до 1595 года

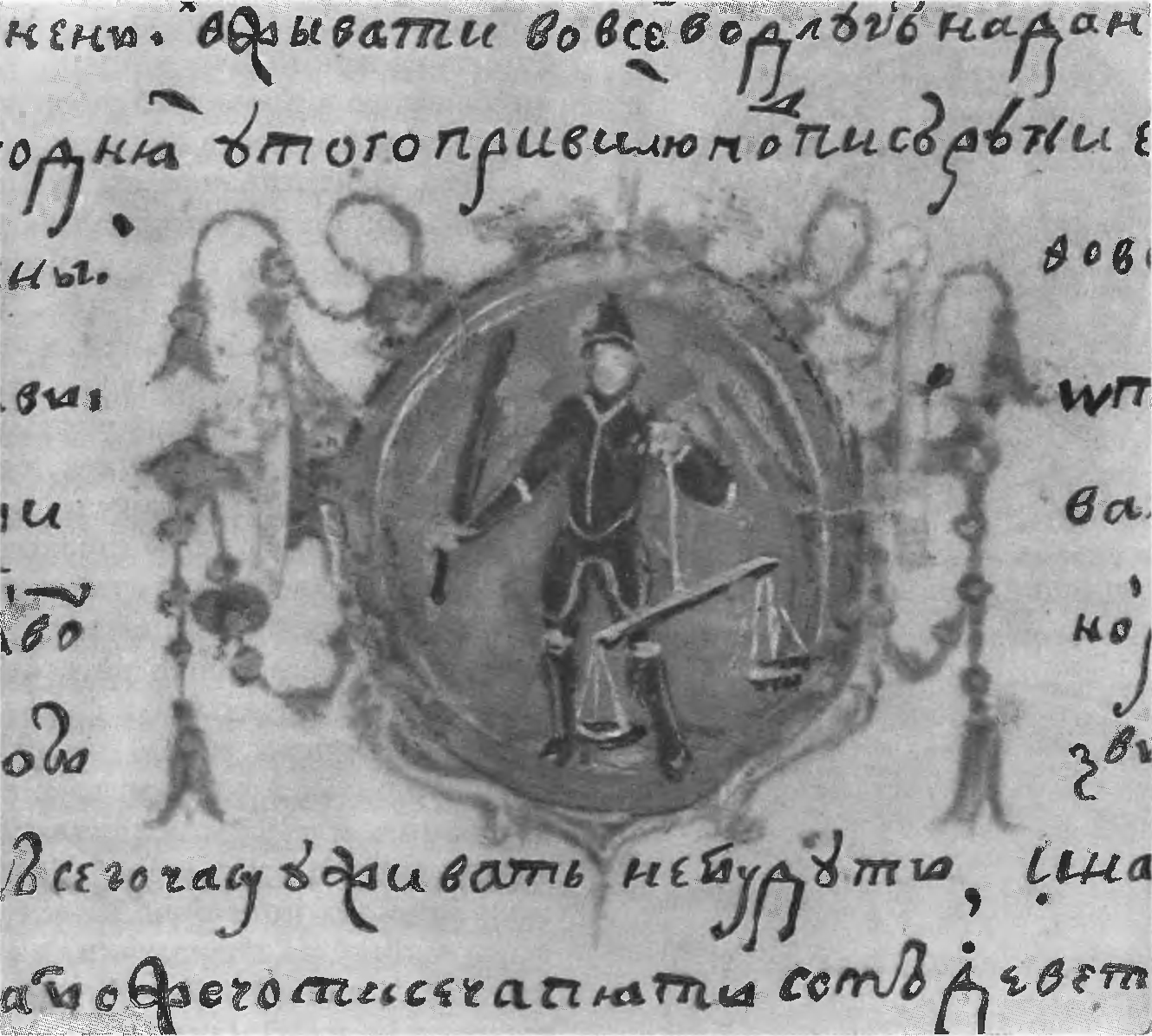
Изображение герба в привилегии короля польского и великого князя литовского Сигизмунда III Вазы 1595 года

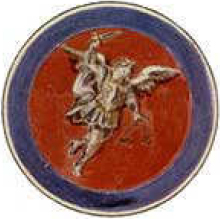
Изображение герба в великокняжеском привилегии 1792 года

Герб Новогрудка представляет собой барочный щит, на котором изображён Архангел Михаил. У архангела расправлены серебряные крылья, он одет в чёрные доспехи. В левой руке архангел держит весы — символ правосудия и взвешивание души на страшном суде, в правой руке — чёрный меч для наказания, символ победы над дьяволом. Основанием для фигуры служит зелёная почва, символизирующая плодородную землю Новогрудчины.
Первые сведения о гербах Новогрудка содержатся в гербовнике польского геральдиста XVI века Бартоша Папроцкого, в котором говорится, что «Новогрудское воеводство употребляет за герб Архангела чёрного в поле красном, город Новогрудок употребляет за герб погоню, при которой есть замок». Через некоторое время с герба исчез замок, и оба герба (с чёрным ангелом и погоней) начали считать воеводскими. В конце XVI века из гербов исчезает и чёрный ангел.
18 марта 1595 года король Польши и великий князь литовский Сигизмунд III Ваза утвердил герб Новогрудка.

Выдержка из великокняжеской привилегии:
...печати местской на ратуш Архангела Михаила в одной раце меч, а в другой вага.Привилегия короля польского и великого князя литовского Сигизмунда III Вазы
В начале XVIII века новогрудский герб был дополнен змеем-дьяволом. Российский вариант герба, утвержденный в 1845 году, в основном сохранил эту же композицию, лишь с некоторыми изменениями (архангел повернул меч острием на змея, у которого исчезли крылья).
В 1857 году российский департамент геральдики ввёл новые правила составления земельных и городских гербов, которые предусматривали использование внешних украшений. Согласно этим правилам в 1860-х годах вместе с проектами гербов более десятка белорусских городов был составлен и новый герб Новогрудка, на котором архангел был заменён на стилизованное крыло и руку с мечом.
Современные герб и флаг города Новогрудка и Новогрудского района утверждены решением № 70 Новогрудского райисполкома 16 мая 2001 года.